# Goldschwanz

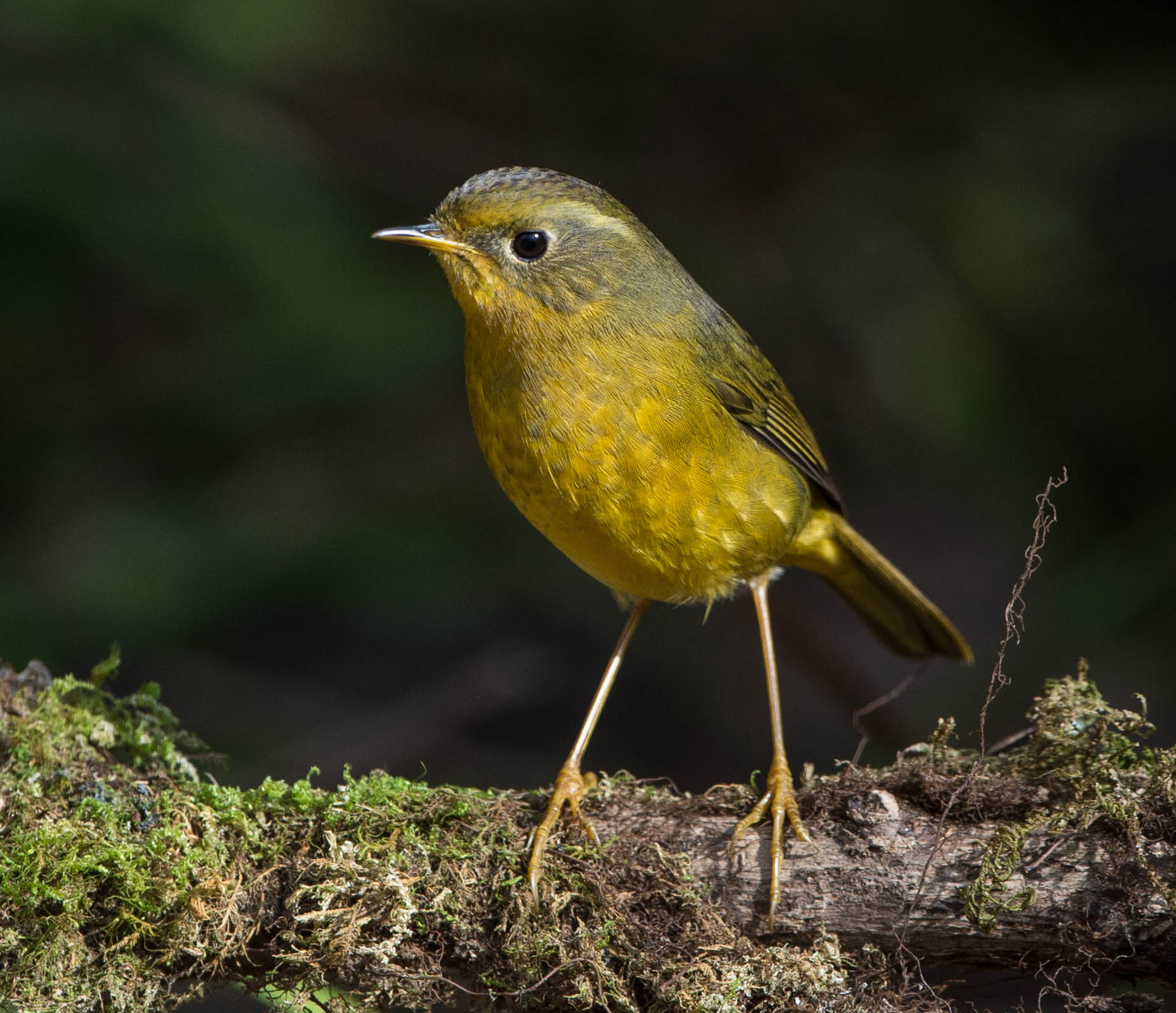
Goldschwanz, Weibchen

Der Goldschwanz (Tarsiger chrysaeus) ist ein in Asien vorkommender Vogel aus der Familie der Fliegenschnäpper (Muscapidae).

## Merkmale
Der Goldschwanz erreicht eine Körperlänge von ca. 15 Zentimetern und ein Gewicht von 12 bis 15 Gramm. Zwischen den Geschlechtern besteht ein deutlicher Sexualdimorphismus. Bei den Männchen sind der Oberkopf, das Rückengefieder sowie die Flügel gelbbraun bis olivbraun gefärbt. Von einer schwarzen Maske hebt sich ein gelber Überaugenstreif deutlich ab. Auffallend ist die goldgelbe Unterseite. Die Schwanzfedern sind in der Mitte bräunlich, außen goldgelb und tragen dadurch zum Trivialnamen der Art bei. Weibchen haben eine ähnliche, jedoch wesentlich schwächere Färbung als die Männchen, die schwarze Maske fehlt. Der Oberschnabel ist bei beiden Geschlechtern braun, der Unterschnabel gelb, die relativ langen Beine haben eine gelbbraune Farbe.

## Ähnliche Arten
Der Goldbauch-Fächerschnäpper (Chelidorhynx hypoxantha) unterscheidet sich durch die einfarbig dunkelbraunen Schwanzfedern.

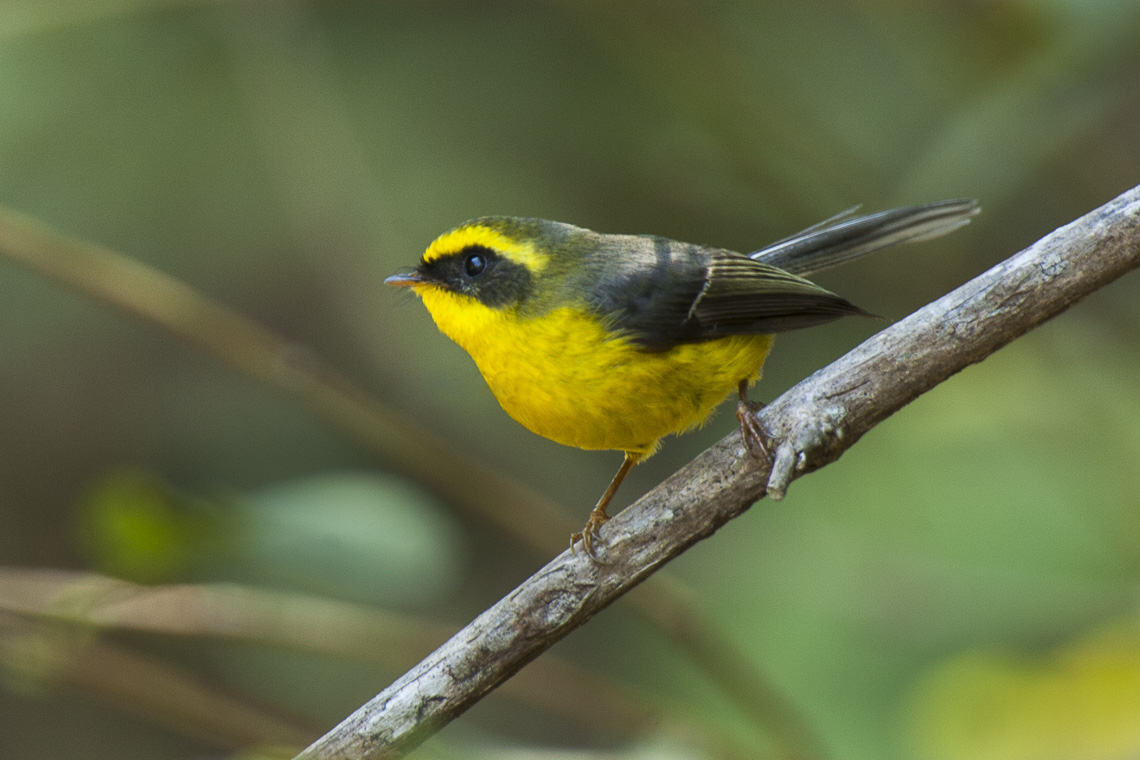
Goldbauch-Fächerschnäpper, Männchen
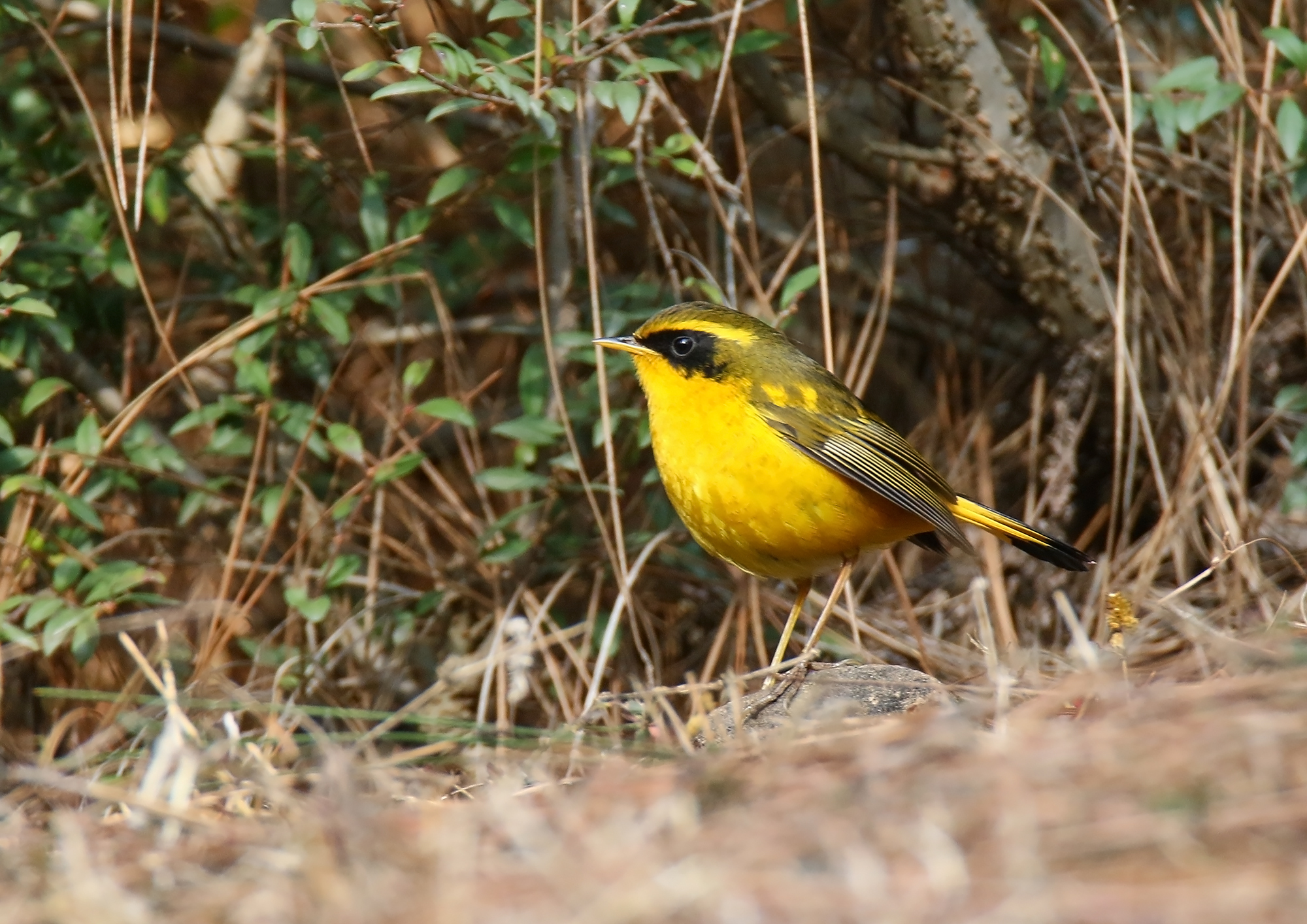
Goldschwanz, Männchen

## Verbreitung und Lebensraum
Der Goldschwanz kommt mit seiner Nominatform Tarsiger chrysaeus chrysaeus in Bhutan, China, Indien, Myanmar, Nepal, Pakistan, Thailand sowie in Vietnam vor. Die Unterart Tarsiger chrysaeus whistleri ist in einigen nördlichen Regionen, beispielsweise in Kaschmir und Uttarakhand heimisch. Die Art bewohnt bevorzugt hochgelegene Grasflächen sowie bergige Fels- und Gebüschlandschaften.

## Lebensweise
Die Vögel suchen am Boden oder in niedriger Vegetation nach Nahrung, die in erster Linie aus Insekten besteht.  Ihre Nester legen sie gerne in hügeligen Gebieten, insbesondere an felsigen Hängen an. Ein Gelege besteht aus drei bis vier Eiern, die in einem tassenförmigen, aus Grashalmen, Moos, Tierhaaren und Federn gebildeten Nest platziert werden. Die Nestlingszeit beträgt 14 bis 15 Tage.

## Bestand und Gefährdung
Der Goldschwanz bildet in seinen Vorkommensgebieten stabile Populationen und wird von der Weltnaturschutzorganisation IUCN als „least concern = nicht gefährdet“ geführt.